# خورشیدگرفتگی ۲۰ ژوئن ۱۹۵۵
خورشیدگرفتگی ۲۰ ژوئن ۱۹۵۵ (به انگلیسی: Solar eclipse of June 20, 1955) یک خورشیدگرفتگی از نوع خورشیدگرفتگی کامل است. این خورشیدگرفتگی در تاریخ ۲۰ ژوئن ۱۹۵۵ میلادی (‎۲۹ خرداد ۱۳۳۴ خورشیدی) روی داد که زمان اوج آن، ساعت ۴:۱۰:۴۲ به‌وقت ساعت هماهنگ جهانی بوده‌است. مدت زمان و طول این خورشیدگرفتگی ۷ دقیقه و ۸ ثانیه بود.